# Enrico David
Enrico David   (Ancona, 1966) és un artista resident a Londres i Berlín. Treballa en la pintura, el dibuix, l'escultura i la instal·lació, a vegades fent servir tècniques artesanals tradicionals. En la dècada de 1990 va ser aclamat per crear retrats brodats monumentals usant teles cosides, que sovint començaven com a dibuixos i collages de revistes de moda. Durant els últims anys, David es va centrar en l'escultura en una varietat de mitjans de comunicació i va tornar als mètodes més tradicionals de la pintura. Els seus treballs més recents inclouen retrats a gran escala amb profund significat psicològic. El dibuix segueix sent un element important de la seva pràctica.
David va estudiar al Central Saint Martins de Londres i des de llavors ha exposat la seva obra en galeries i museus de tot Europa. El 2012 va muntar la seva primera exposició individual a la ciutat de Nova York, Head Gas, organitzat pel New Museum. La seva primera exposició individual en una galeria de Nova York, Nerve Ending, va ser presentada per la Galeria Michael Werner. Entre les exposicions individuals en museus, destaquen Repertorio Ornamentale, Fondazione Beviliacqua La Masa, Venècia (2011); How Do You Love Dzzzzt by Mammy?, Museu d'Art Contemporani, Basilea (2009); Bulbous Marauder, Museu d'Art de Seattle (2008); i Ultra Paste, ICA London (2007). Una important instal·lació, Spring Session Men, va ser inclosa en l'exposició col·lectiva Secret Societies, organitzada per la Schirn Kunsthalle Frankfurt i el CAPC Museu d'Art Contemporani de Bordeus. David va ser nominat al premi Turner el 2009. La Galeria Michael Werner representa Enrico David a Nova York i Londres.